# باتری نقره-اکسید

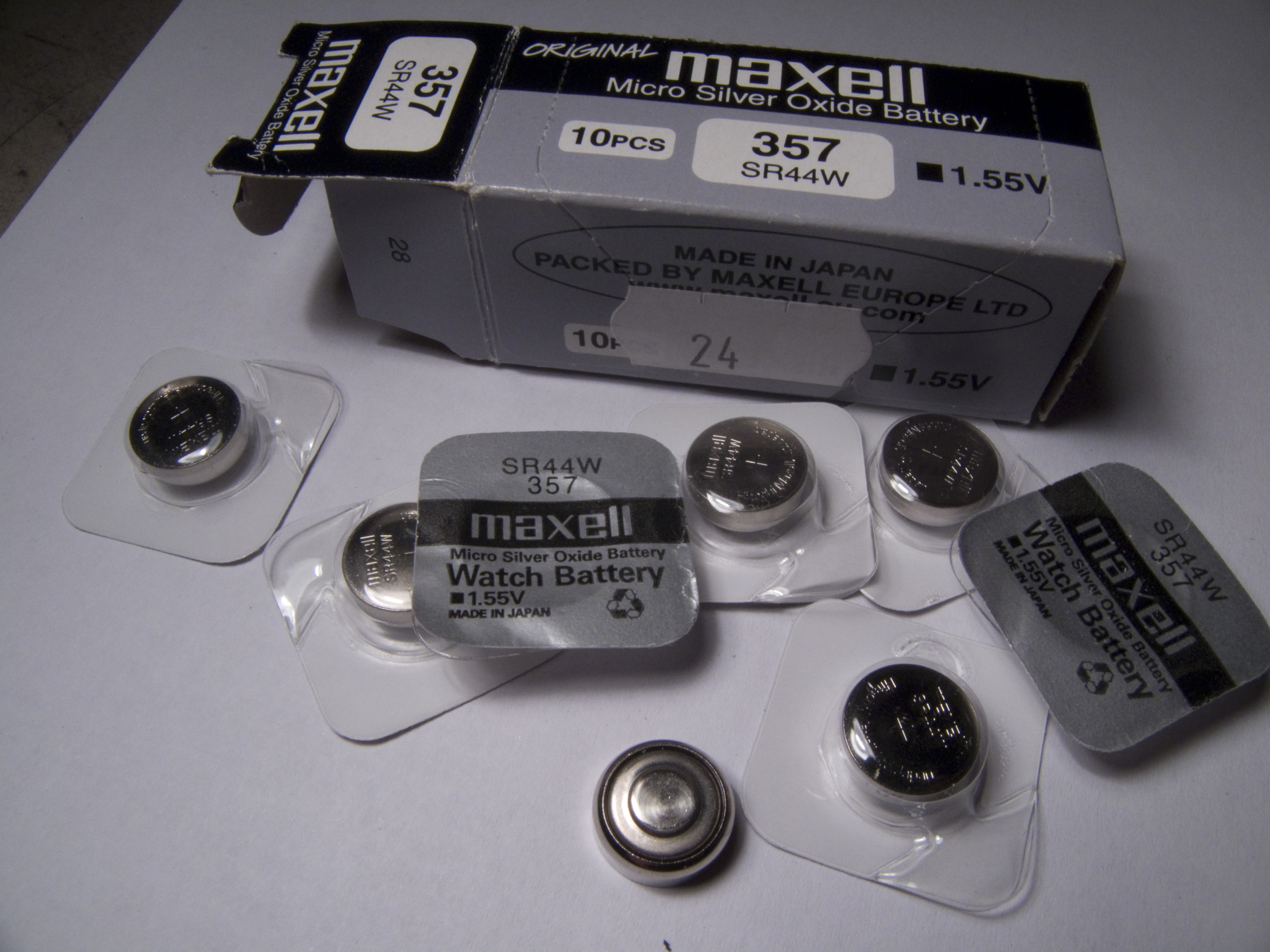
چند نمونه باتری نقره-اکسید

باتری‌های نقره-اکسید(به انگلیسی: Silver-oxide battery) گونه‌ای از باتری‌های اولیه هستند که در آن از آند روی و کاتد نقره(I) اکسید در الکترولیتی قلیایی شامل پتاسیم هیدروکسید یا سدیم هیدروکسید تشکیل شده است. در این باتری‌ها نسبت انرژی/وزن بالاست و قیمت آن متناسب با قیمت نقره متغیر است.
این باتریها در اندازه های کوچک، با نام دکمه ای یا سکه ای، که مقدار نقره ی کمی دارند و بنابراین هزبنه قابل توجهی برای محصول ندارد و یا در اندازه های بزرگ که عمدتا کاربرد نظامی دارد، برای مثال در زیردریاییهای کلاس ALFA ، تولید میشوند. در سال های اخیر برای فضاپیمای مجهز و بدون سرنشین اهمیت می دهند.
واکنش کلی که در این سلول گالوانی اتفاق می‌افتد به شکل زیر است: